# Torku Şekerspor/Saison 2016
Dieser Artikel listet Erfolge und Fahrer des Radsportteams Torku Şekerspor in der Saison 2016 auf.

## Erfolge in der UCI Europe Tour
In den Rennen der Saison 2016 der UCI Europe Tour gelangen die nachstehenden Erfolge.
| Datum         | Rennen                       | Kat. | Sieger         |
| ------------- | ---------------------------- | ---- | -------------- |
| 14.–17. April | Gesamtwertung Tour of Mersin | 2.2  | Nazim Bakırcı  |
| 15. August    | Prolog Tour of Ankara (EZF)  | 2.2  | Feritcan Şamlı |
| 17. August    | 2. Etappe Tour of Ankara     | 2.2  | Mustafa Sayar  |
| 18. August    | 3. Etappe Tour of Ankara     | 2.2  | Fatih Keleş    |

## Erfolge bei den Nationalen Straßen-Radsportmeisterschaften
In den Rennen zu den Nationalen Straßen-Radsportmeisterschaften 2016 gelangen die nachstehenden Erfolge.
| Datum    | Rennen                                     | Fahrer      |
| -------- | ------------------------------------------ | ----------- |
| 25. Juni | Türkische Meisterschaft – Einzelzeitfahren | Ahmet Örken |

## Zugänge – Abgänge
| Zugänge                     | Team 2015                    | Abgänge            | Team 2016                    |
| --------------------------- | ---------------------------- | ------------------ | ---------------------------- |
| Mustafa Sayar (ab 1. April) | Jilun Shakeland Cycling Team | Kevin Seeldraeyers | Karriereende                 |
|                             |                              | Miraç Kal          | Unbekannt                    |
|                             |                              | Serhij Hretschyn   | Jilun Shakeland Cycling Team |
|                             |                              | Tomasz Marczyński  | Lotto Soudal                 |

## Mannschaft
| Name            | Geburtstag        | Nationalität |
| --------------- | ----------------- | ------------ |
| Ahmet Akdilek   | 10. März 1988     | Türkei       |
| Muhammet Atalay | 15. Mai 1989      | Türkei       |
| Nazim Bakırcı   | 29. Mai 1986      | Türkei       |
| Fatih Keleş     | 31. März 1993     | Türkei       |
| Ahmet Örken     | 12. März 1993     | Türkei       |
| Rasim Reis      | 16. November 1992 | Türkei       |
| Feritcan Şamlı  | 29. Januar 1994   | Türkei       |
| Mustafa Sayar   | 22. April 1989    | Türkei       |